# Fithian
Fithian es una villa ubicada en el condado de Vermilion en el estado estadounidense de Illinois. En el Censo de 2010 tenía una población de 485 habitantes y una densidad poblacional de 488,93 personas por km².

## Geografía
Fithian se encuentra ubicada en las coordenadas 40°6′52″N 87°52′30″O / 40.11444, -87.87500. Según la Oficina del Censo de los Estados Unidos, Fithian tiene una superficie total de 0.99 km², de la cual 0.99 km² corresponden a tierra firme y (0%) 0 km² es agua.

## Demografía
Según el censo de 2010, había 485 personas residiendo en Fithian. La densidad de población era de 488,93 hab./km². De los 485 habitantes, Fithian estaba compuesto por el 98.14% blancos, el 0.62% eran afroamericanos, el 0% eran amerindios, el 0% eran asiáticos, el 0% eran isleños del Pacífico, el 0.21% eran de otras razas y el 1.03% pertenecían a dos o más razas. Del total de la población el 1.86% eran hispanos o latinos de cualquier raza.